# Electró de valència

Quatre enllaços covalents per compartició d'electrons de valència. El carboni té 4 electrons de valència representats en blau, i l'hidrogen un, en vermell.

Els electrons de valència o la capa de valència, són els electrons que es troben en l'últim nivell d'energia de l'àtom que és el més extern i de major energia, i que són els únics que participen en la formació d'enllaços químics.
Sigui quin sigui el tipus d'enllaç químic (iònic, covalent, metàl·lic) entre els àtoms, els canvis en l'estructura atòmica es restringeixen als electrons més externs o de valència. Es defineix «valència» com la capacitat de combinació d’un element químic mesurat pel nombre d’àtoms d’hidrogen, d’un metall alcalí o de fluor, amb què es combina un àtom de l’esmentat element o pel qual pot ser substituït en un compost. Per tant, «electró de valència» fa referència als electrons que poden formar enllaços químics.
Els electrons de valència són més feblement atrets pel nucli atòmic positiu que els electrons interns ja que es troben més allunyats i la força d'atracció disminueix amb la inversa del quadrat de la distància (llei de Coulomb) i perquè els electrons interns repel·leixen als externs per la mateixa llei. Per tant, els electrons de valència es poden compartir o transferir en el procés d'enllaç amb àtoms adjacents. Els electrons de valència també estan implicats en la conducció del corrent elèctric en metalls i semiconductors.

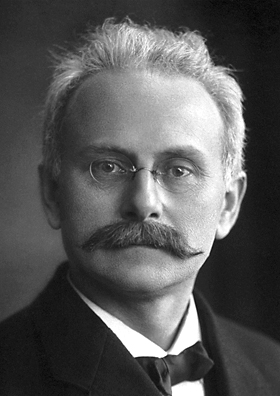
Johannes Stark.

## Història
El terme «electró de valència» fou emprat en alemany (Valenzelektron) per primera vegada el 1908 pel físic alemany Johannes Stark (1874-1957), aleshores a la Universitat de Greifswald, Premi Nobel de Física el 1919, en l'article Die Valenzlehre auf atomistisch elektrischer Basis (La teoria de la valència sobre una base elèctrica atomística). En aquest article ja diferenciava entre electrons de valència, situats a l'exterior de l'àtom i responsables de l'enllaç químic; i electrons interns, molt lligats a les càrregues positives de l'àtom, per la qual cosa no intervenen en les unions entre àtoms. Fins al 1913, cinc anys després del treball de Stark, no es proposaria una teoria sòlida sobre l'estructura electrònica de l'àtom (model atòmic de Bohr).

## Nombre d'electrons de valència segons la posició a la taula periòdica
El nombre d'electrons de valència d'un element es pot determinar sense haver d'escriure la configuració electrònica a partir del grup de la taula periòdica (columna vertical) en la qual estigui situat l'element. Excepte els grups 3–12 (els elements del bloc d i del bloc f), el nombre dins el lloc identifica quants electrons de valència es poden associar a un àtom neutre d'un element llistat sota la columna en qüestió.
Els dos primers grups (bloc s) tenen tants d'electrons de valència com el número del grup {\displaystyle N}, perquè només tenen electrons en orbitals s. Així els alcalins (grup 1) tenen un electró de valència, i els alcalinoterris (grup 2) en tenen dos. Els elements del bloc p tenen ocupat l'orbital s del darrer nivell (nivell n) i parcialment els orbitals p, excepte els gasos nobles que el tenen complet. Per calcular el nombre d'electrons de valència s'ha de restar 10 del número del grup {\displaystyle N-10}.

Calci, del grup 2, té 2 electrons de valència.
Seleni, del grup 16, té 6 electrons de valència (16-10).
Cobalt, del grup 9, té 9 electrons de valència.
Antimoni, del grup 15, té 5 electrons de valència (15-10).

Els elements del bloc d tenen l'orbital s del darrer nivell ocupat ns amb dos electrons i van ocupant progressivament, en avançar en el període de la taula periòdica, els orbitals d del nivell immediatament inferior (n–1)d. Ambdós tipus d'electrons són de valència per aquests elements, ja que l'energia d'aquests dos subnivell és semblant. El nombre d'electrons de valència és igual al número del grup. Els elements del bloc f tenen els electrons de valència del darrer orbital s ocupat, els f que ocupen progressivament en avançar dins de la sèrie i els d del nivell immediatament inferior a l's, és a dir els electrons ns, (n–1)d i (n–2)f.
| Bloc | Grup de la taula periòdica (grup {\displaystyle N}) | Fórmula              | Orbitals                  | Electrons de valència |
| ---- | --------------------------------------------------- | -------------------- | ------------------------- | --------------------- |
| s    | Grup 1 (metalls alcalins)                           | {\displaystyle N}    | {\displaystyle ns}        | 1                     |
| s    | Grup 2 (metalls alcalinoterris) i He                | {\displaystyle N}    | {\displaystyle ns}        | 2                     |
| d    | Grup 3                                              | {\displaystyle N}    | {\displaystyle ns+(n-1)d} | 3                     |
| d    | Grup 4                                              | {\displaystyle N}    | {\displaystyle ns+(n-1)d} | 4                     |
| d    | Grup 5                                              | {\displaystyle N}    | {\displaystyle ns+(n-1)d} | 5                     |
| d    | Grup 6                                              | {\displaystyle N}    | {\displaystyle ns+(n-1)d} | 6                     |
| d    | Grup 7                                              | {\displaystyle N}    | {\displaystyle ns+(n-1)d} | 7                     |
| d    | Grup 8                                              | {\displaystyle N}    | {\displaystyle ns+(n-1)d} | 8                     |
| d    | Grup 9                                              | {\displaystyle N}    | {\displaystyle ns+(n-1)d} | 9                     |
| d    | Grup 10                                             | {\displaystyle N}    | {\displaystyle ns+(n-1)d} | 10                    |
| d    | Grup 11 (metalls d'encunyar)                        | {\displaystyle N}    | {\displaystyle ns+(n-1)d} | 11                    |
| d    | Grup 12                                             | {\displaystyle N}    | {\displaystyle ns+(n-1)d} | 12                    |
| p    | Grup 13 (grup del bor)                              | {\displaystyle N-10} | {\displaystyle ns+np}     | 3                     |
| p    | Grup 14 (grup del carboni)                          | {\displaystyle N-10} | {\displaystyle ns+np}     | 4                     |
| p    | Grup 15 (pnictògens)                                | {\displaystyle N-10} | {\displaystyle ns+np}     | 5                     |
| p    | Grup 16 (calcògens)                                 | {\displaystyle N-10} | {\displaystyle ns+np}     | 6                     |
| p    | Grup 17 (halògens)                                  | {\displaystyle N-10} | {\displaystyle ns+np}     | 7                     |
| p    | Grup 18 (gasos nobles), excepte He                  | {\displaystyle N-10} | {\displaystyle ns+np}     | 8                     |

## Enllaços covalents i iònics
Un electró de valència és un electró d'un àtom que pot participar en la formació d'un enllaç químic.

Estructura de Lewis per a l'amoníac a l'esquerra. Els electrons de valència es representen amb punts situats als quatre costats del símbol de l'element, en aquest cas el nitrogen. A la dreta una representació on s'han substituït els punts dels enllaços per guions.

### Enllaç covalent
En un enllaç covalent, ambdós àtoms en l'enllaç poden contribuir amb un electró de valència per tal de formar un enllaç simple amb una parella d'electrons compartida. És possible que un àtom aporti dos electrons de valència a l'enllaç i l'altre àtom no n'aporti cap. També poden contribuir amb més electrons de valència formant enllaços múltiples. Només els electrons externs d'un àtom poden ser compartits i en els elements del bloc p sempre són els electrons que ocupen els orbitals s i p del nivell més alt ocupat. Els electrons de capes inferiors estan poc exposats i es mantenen més propers al seu nucli i no participen en l'enllaç. A partir de les configuracions electròniques es pot saber quins són els electrons de valència d'un determinat element. Exemples de configuracions electròniques, amb els electrons de valència en vermell i electrons interns en negre, són:

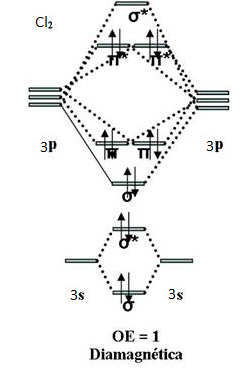
Orbitals moleculars de la molècula de diclor Cl₂. Només cal emprar els electrons de valència 3s i 3p per explicar l'enllaç entre els dos àtoms de clor.

{\displaystyle \mathrm {O} :(1s)^{2}\;\color {red}(2s)^{2}(2p)^{4}}{\displaystyle \mathrm {\text{As}} :(1s)^{2}\;(2s)^{2}(2p)^{6}\;(3s)^{2}(3p)^{6}(3d)^{10}\;\color {red}(4s)^{2}(4p)^{3}}Les semblances pel que fa a propietats dels elements químics d'un mateix grup de la taula periòdica són degudes al fet que presenten el mateix nombre d'electrons de valència. Per exemple els halògens en tenen set:
{\displaystyle \mathrm {\text{F}} :(1s)^{2}\;\color {red}(2s)^{2}(2p)^{5}}{\displaystyle \mathrm {\text{Cl}} :(1s)^{2}\;(2s)^{2}(2p)^{6}\;\color {red}(3s)^{2}(3p)^{5}}{\displaystyle \mathrm {\text{Br}} :(1s)^{2}\;(2s)^{2}(2p)^{6}\;(3s)^{2}(3p)^{6}(3d)^{10}\;\color {red}(4s)^{2}(4p)^{5}}
El nombre d'electrons de valència determinen el nombre d'enllaços que pot formar un element químic. El nombre d'electrons de valència màxim és 8, dos en un orbital s i sis en els tres p. El nombre d'electrons que poden aparellar-se amb electrons de valència indica el nombre d'enllaços que pot formar. Així l'oxigen té 6 electrons de valència, dos d'ells desaparellats ({\textstyle \mathrm {O} :(1s)^{2}\;\color {red}(2s)^{2}(2p_{x})^{2}(2p_{y})^{1}(2p_{z})^{1}}), per tant, formarà dos enllaços simples o un enllaç doble. El brom en té 7 d'electrons de valència, només en té un de desaparellat i podrà formar un enllaç simple. Tanmateix, el brom pot promocionar aquests electrons de valència als orbitals 4d, els immediatament més energètics. Cada electró que promocioni deixa dos buits, l'electró promocionat i el que estava aparellat amb ell que se sumaran al que estava desaparellat. Així si en promociona un podrà formar 3 enllaços ({\textstyle \mathrm {\text{Br}} :[Ar]\;\color {red}(4s)^{2}(4p_{x})^{2}(4p_{y})^{1}(4p_{z})^{1}\color {blue}(4d)^{1}}), si en promociona dos 5 enllaços i si en promociona tres podrà formar-ne 7.

En els complexos de coordinació saturats (que formen el màxim d'enllaços possibles) dels metalls de transició el nombre d'electrons de valència del metall és de 18 (capa completa, com la regla de l'octet pels elements del 2n període). Aquests 18 electrons de valència resulten de la suma dels propis del metall, això és els ns i (n–1)d, més els aportats pels lligands. En el cas de complexos de lantanoides o d'actinoides cal sumar els electrons aportats per l'element, que són els ns, (n–1)d i (n–2)f i sumar els aporats pels lligants. Si el metall forma el màxim d'enllaços, el nombre d'electrons de valència resultant ha de ser 32:

El crom, del grup 6, té 6 e.v. Els carbonils n'aporten dos cadascun (6 × 2 = 12). Total 6 + 12 = 18.
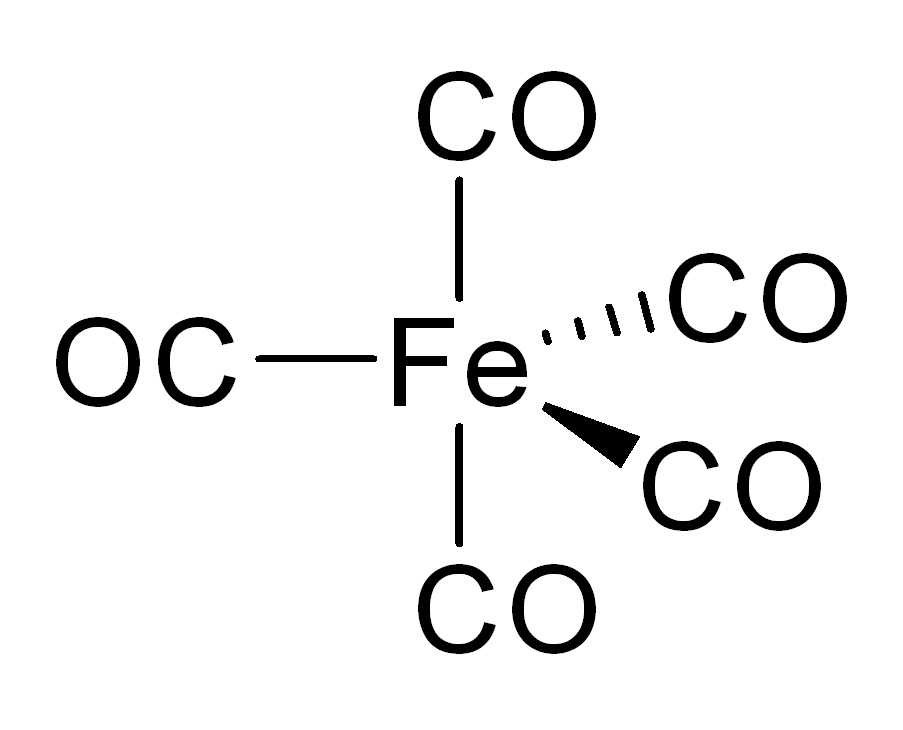
El ferro, del grup 8, té 8 e.v. Els carbonils n'aporten dos cadascun (5 × 2 = 10). Total 8 + 10 = 18.
El níquel, del grup 10, té 10 e.v. Els carbonils n'aporten dos cadascun (4 × 2 = 8). Total 10 + 8 = 18.

### Enllaç iònic
En el cas de l'enllaç iònic, els electrons que es guanyen per formar anions són els que falten per tenir vuit electrons de valència (regla de l'octet). Per exemple el clor té 7 electrons de valència, si aconsegueix un electró més assolirà els vuit electrons de la capa completa. La càrrega d'un anió, per tant, es pot calcular restant a 8 el nombre d'electrons de valència:
{\displaystyle \mathrm {\text{Cl}} :(1s)^{2}\;(2s)^{2}(2p)^{6}\;\color {red}(3s)^{2}(3p)^{5}}{\displaystyle \mathrm {Cl^{-}} :(1s)^{2}\;(2s)^{2}(2p)^{6}\;\color {red}(3s)^{2}(3p)^{6}}

Esquema de la posició dels electrons a l'àtom de ferro per nivell d'energia. El 4t cercle correspon als electrons de valència.

Els electrons de valència dels metalls que es perden per formar cations són els del nivell més alt (en les configuracions electròniques següents els que estan en vermell):
{\displaystyle \mathrm {\text{Fe}} :(1s)^{2}\;(2s)^{2}(2p)^{6}\;(3s)^{2}(3p)^{6}\color {blue}(3d)^{6}\;\color {red}(4s)^{2}}{\displaystyle \mathrm {Fe^{2+}} :(1s)^{2}\;(2s)^{2}(2p)^{6}\;(3s)^{2}(3p)^{6}\color {blue}(3d)^{6}}{\displaystyle \mathrm {\text{Cu}} :(1s)^{2}\;(2s)^{2}(2p)^{6}\;(3s)^{2}(3p)^{6}\color {blue}(3d)^{10}\;\color {red}(4s)^{1}}{\displaystyle \mathrm {Cu^{+}} :(1s)^{2}\;(2s)^{2}(2p)^{6}\;(3s)^{2}(3p)^{6}\color {blue}(3d)^{10}}

## Enllaços en estats condensats

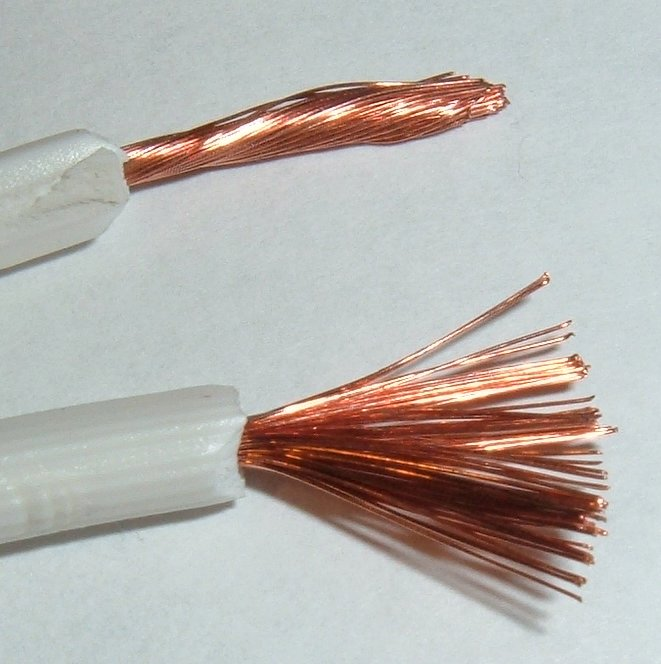
Els fils de coure s'empren per conduir l'electricitat.

Els possibles nivells d’energia d’un electró en un àtom o molècula aïllats són discrets, és a dir, només són permesos uns certs valors d’energia, estant prohibits la resta. El mateix s'esdevé per a un gas amb valors de densitat i temperatura habituals. En canvi, quan la matèria s'agrupa en un estat condensat, caracteritzat per una alta densitat (gas comprimit, líquid o sòlid), es produeix una interacció entre els àtoms que modifica els nivells d’energia dels electrons. Si hom considera el sòlid com a sistema cristal·lí perfecte, resulta que el potencial a què és sotmès un electró individual (potencial que prové dels nuclis distribuïts en la xarxa cristal·lina, dels electrons de la resta d’àtoms i de la força d’intercanvi) és periòdic. Segons la mecànica quàntica, això implica que les energies possibles d’un electró en el sòlid s'agrupin en bandes d'energia, formades per l’agrupació d’un nombre finit de nivells permesos. Entre dues d’aquestes bandes permeses hi ha una zona constituïda per energies amb les quals no és possible trobar cap electró i que s'anomena banda prohibida. Les bandes permeses són ocupades pels electrons per ordre creixent d’energies, tot atenent el principi d’exclusió de Pauli, fins que s'exhaureix el nombre d’electrons per àtom del sòlid. Segons l’estat d’ocupació dels nivells d’energia d’una banda hom troba una banda buida', parcialment ocupada o plena (saturada).

Amb la teoria de bandes es poden explicar satisfactòriament les propietats electromagnètiques dels sòlids. Si la banda més alta ocupada, anomenada banda de valència, té nivells d'energia lliures, es tracta d'una banda de conducció. Els electrons que l'ocupen són els electrons de valència. Un metall es caracteritza pel fet que la banda de valència està parcialment ocupada, essent la conductivitat elèctrica i la conductivitat tèrmica conseqüència de la mobilitat dels electrons en aquesta banda de conducció. Els aïllants i semiconductors tenen totalment ocupada la banda de valència. Pels aïllants la banda de conducció (la primera permesa i buida) està separada de la banda de valència per una diferència d'energia considerable (la banda prohibida), que no permet que cap electró de valència hi accedeixi. En els semiconductors intrínsecs la banda de conducció està poc separada de la banda de valència o, cosa que és equivalent, la banda prohibida té poca amplada d'energia. La conductivitat en aquest cas depèn de la possibilitat que, mitjançant un augment de temperatura, un electró de la banda de valència aconsegueixi pujar fins a la de conducció.